# Grupo Energisa
O Grupo Energisa é uma holding de capital aberto com sede em Cataguases, Minas Gerais, que atua no segmento de geração, transmissão, distribuição e comercialização de energia, o quinto maior Grupo de distribuição de energia do Brasil e o maior grupo privado com capital 100% nacional, com mais de oito milhões de clientes e atendendo mais de 20 milhões de pessoas, o equivalente a 10% da população.

## História
O Grupo Energisa foi fundado em 1905 com a criação da Companhia Força e Luz Cataguases-Leopoldina (CFLCL), hoje conhecida como Energisa Minas Gerais. Seus fundadores foram José Monteiro Ribeiro Junqueira, João Duarte Ferreira e Norberto Custódio Ferreira.

### Datas Relevantes
- 1907 - A CFLCL se torna a terceira sociedade anônima a obter registro na Bolsa de Valores do Rio de Janeiro.
- 1908 - A empresa inaugura sua primeira hidrelétrica, a Usina Maurício, com 800 kW de potência, uma das geradoras pioneiras do país.
- 1910 - Aquisição dos Serviços Elétricos de Muriaé, MG.
- 1912 - Ampliação da Usina Maurício para 1,2 MW.
- 1918 - Aquisição da Companhia Pombense de Eletricidade, em Rio Pomba, MG e da Usina Coronel Domiciano, em Muriaé, MG.
- 1925 - A CFLCL se torna uma das primeiras empresas no mundo a dar participação nos lucros aos empregados.
- 1928 - Inicia a construção da Usina Ituerê, de 4 MW, no município de Rio Pomba, MG.
- 1949 - Aquisição da Empresa Força e Luz Além Paraíba, no município de Além Paraíba, MG.
- 1956 - Entra em operação a primeira turbina da Nova Usina Maurício, de 5 MW.
- 1958 - Entra em operação a segunda turbina da Nova Usina Maurício, também de 5 MW.
- 1970 - Entra em operação a terceira turbina da Nova Usina Maurício, de 11,2 MW.
- 1970 - Aquisição de um Grupo Diesel para geração térmica, de 5,5 MW, em Cataguases. Mudança de frequência da distribuição de 50 para 60 Hz.
- 1977 - Aquisição da Companhia Leste Mineira de Eletricidade, em Manhuaçu, MG.
- 1983 - Inauguração da Usina do Glória, de 13 MW, em Muriaé.
- 1994 - Aquisição da Empresa Industrial Mirahy S/A, fornecedora de energia elétrica no município de Miraí, MG.
- 1996 - Aquisição da concessão do Município de Sumidouro, RJ.
- 1997 - Aquisição em leilão da Companhia de Eletricidade de Nova Friburgo (CENF), atual Energisa Nova Friburgo, em junho, por 56,2 milhões de reais, em Nova Friburgo, RJ.
- 1997 - Aquisição em dezembro da Energipe (Empresa Energética de Sergipe), atual Energisa Sergipe, por R$ 577,1 milhões, com 353 mil consumidores, através de leilão de privatização.
- 1998 - Início de operação da usina PCH Cachoeira do Emboque, de 21,4 MW, no município de Raul Soares, MG.[9]
- 1999 - Fundação da Cat-Leo Energia S/A, empresa de geração e construção de usinas hidrelétricas do então Sistema Cataguases-Leopoldina.
- 1999 - Aquisição em novembro da CELB (Companhia Energética da Borborema), em Campina Grande, PB, por 87,4 milhões de reais, em leilão de privatização.
- 1999 - Início de operação da usina PCH Ervália, de 6,9 MW, no município de Ervália, MG.
- 2000 - Aquisição em novembro da Saelpa (Sociedade Anônima de Eletrificação da Paraíba), por 363 milhões de reais, em leilão de privatização.
- 2001 - Entra em operação a usina PCH Benjamim Baptista, de 9,5 MW, no município de Manhuaçu.
- 2001 - Através da então Cat-Leo Energia S/A, a Cataguases-Leopoldina inicia a construção de 5 novas PCHs na Zona da Mata de Minas Gerais, num total de 100 MW.
- 2001 - Investimento de cerca de R$ 250 milhões e geração de 2.500 empregos nas obras das PCHs Ivan Botelho I, II e III; Ormeo Junqueira Botelho e Túlio Cordeiro de Melo, além do início das obras de construção da Usina Termelétrica de Juiz de Fora (UTEJF), primeira termelétrica a gás natural de Minas Gerais.
- 2003 - Entram em operação as PCHs Ivan Botelho I e II, Túlio Cordeiro de Melo e Ormeo Junqueira Botelho.
- 2004 - Entra em operação a PCH Ivan Botelho III.
- 2005 - A empresa conclui a construção da PCH Ombreiras, de 26 MW, primeira hidrelétrica construída para terceiros.
- 2006 - A Energia do Brasil Participações Ltda é adquirida pela Multipar S/A, uma empresa do Sistema Cataguases-Leopoldina.
- 2006 - Concluída a construção da PCH Canoa Quebrada, de 28 MW, também no Mato Grosso, de propriedade da Amper Energia S/A.
- 2007 - Sistema Cataguases-Leopoldina conclui Plano de Desverticalização.
- 2007 - A Energisa torna-se a holding do SCL e substitui a Cataguases-Leopoldina na Bolsa.
- 2007 - A Energisa aliena a Zona da Mata Geração, detentora de 11 pequenas centrais hidrelétricas (45 MW).
- 2008 - O Grupo Cataguases-Leopoldina se transformou em Grupo Energisa e tem uma nova marca.
  - Todas as empresas passaram a ter o prefixo Energisa, além do nome que as identifica com a sua região de atuação ou atividade, consistentes com a unificação sob a nova marca Energisa. Dessa forma, as razões sociais passaram a ser as seguintes:
    - Energisa Minas Gerais - Distribuidora de Energia S/A, em substituição à CFLCL;
    - Energisa Nova Friburgo - Distribuidora de Energia S/A, em substituição à CENF;
    - Energisa Sergipe - Distribuidora de Energia S/A, em substituição à Energipe;
    - Energisa Borborema - Distribuidora de Energia S/A, em substituição à CELB;
    - Energisa Paraíba - Distribuidora de Energia S/A, em substituição à Saelpa;
    - Energisa Soluções S/A, em substituição à Cat-Leo Cise;
    - Energisa Comercializadora de Energia Ltda, em substituição à Cat-Leo Comercializadora de Energia Ltda;
    - Energisa Serviços Aéreos de Prospecção S/A, em substituição à Cataguazes Serviços Aéreos de Prospecção S/A.
- 2010 - Energisa ingressa na geração de energia elétrica por fonte eólica.
- 2011 - Entram em operação comercial as PCHs Caju (10MW) e São Sebastião do Alto (13,2 MW) e inicia a construção da PCH Zé Tunin, com 8 MW de potência instalada.
- 2011 - Em dezembro de 2011, a Energisa adquire duas termelétricas pertencentes à Tonon, localizadas nas usinas de Bocaina, SP e Maracaju, MS, totalizando 60 MW de energia.
- 2011 - Em novembro, a empresa adquiriu a PCH Cristina, localizada no Rio Lambari, no município de Cristina, MG, com potência instalada de 3,8 MW.
- 2012 - A Energisa Geração concluiu a aquisição de ativos de geração elétrica a partir de biomassa de cana-de-açúcar.
- 2012 - Em fevereiro entrou em operação comercial a PCH Santo Antônio de 8 MW e em dezembro a primeira unidade geradora (4 MW) da PCH Zé Tunin, de 8 MW.
- 2013 - Em Março a Energisa Geração coloca em operação comercial, a segunda unidade geradora da PCH Zé Tunin (8MW).
- 2013 - Inicia-se a construção de cinco usinas eólicas no Rio Grande do Norte (Renascença I, II, III, IV e Ventos de São Miguel), que juntas constituem um Parque Eólico de 75 aerogeradores com capacidade instalada de 150 MW.
- 2014 - Em 11 de abril, conclui-se a transferência do controle acionário do Grupo Rede para a Energisa. Com a aquisição, a Energisa passa a atender a aproximadamente seis milhões de consumidores, ou uma população de quase 16 milhões de pessoas, em 788 municípios de nove estados, em todas as regiões do país.
- 2017 - Unificação em uma única empresa dos processos e operações das suas cinco concessões de distribuição nas regiões Sul e Sudeste do país. Com a mudança, a "Energisa Caiuá", "Energisa Bragantina", "Energisa Vale Paranapanema", "Energisa Nacional" e "Energisa Força e Luz do Oeste" passam a se chamar Energisa Sul-Sudeste.[10]
- 2018 - Aquisição em agosto da Eletroacre (Companhia de Eletricidade do Acre), e da Ceron (Centrais Elétricas de Rondônia) em leilão de privatização.
- 2022 - Unificação em uma única empresa dos processos e operações das concessões de distribuição "Energisa Minas Gerais" e "Energisa Nova Friburgo", com a mudança passam a se chamar "Energisa Minas Rio".[11]
- 2023 - Aquisição da ES Gás entrando assim no mercado de distribuição de gás natural.[12]
- 2023 - Unificação em uma única empresa dos processos e operações das concessões de distribuição "Energisa Paraíba" e "Energisa Borborema", com a mudança passam a se chamar "Energisa Paraíba".[13][14]

## Empresas do Grupo Energisa
As empresas do grupo são:
- Energisa Minas Gerais
- Energisa Sergipe
- Energisa Paraíba
- Energisa Soluções
- Energisa Soluções e Construções
- Energisa Comercializadora
- Energisa Geração
- Energisa Transmissão
- Energisa Serviços Aéreos de Prospecção S/A

Distribuidoras anteriormente pertencentes ao Grupo Rede
- Energisa Mato Grosso
- Energisa Tocantins
- Energisa Mato Grosso do Sul
- Energisa Sul-Sudeste
- Energisa Serviços

Distribuidoras anteriormente pertencentes à Eletrobras
- Energisa Acre
- Energisa Rondônia

## Energisa Distribuição
A base do negócio do Grupo Energisa é a distribuição de energia elétrica. Atualmente, controla nove distribuidoras de energia elétrica no Brasil, nos estados da Paraíba (Energisa Paraíba), Sergipe (Energisa Sergipe), Minas Gerais (Energisa Minas Gerais), Mato Grosso (Energisa Mato Grosso), Mato Grosso do Sul (Energisa Mato Grosso do Sul), Tocantins (Energisa Tocantins), Acre (Energisa Acre), Rondônia (Energisa Rondônia), Paraná e São Paulo (Energisa Sul-Sudeste), prestando serviços a 8,4 milhões de consumidores e a uma população de 20 milhões de habitantes em 862 municípios, o que representa atendimento a 10% da população brasileira. Mais de dez mil colaboradores diretos e indiretos atuam em suas empresas.
A Energisa tem uma área de concessão que atinge 2.034 mil Km2, equivalentes a 24% do território nacional.

## Energisa Transmissão
A Energisa tem 3 116 km de linhas de transmissão e 14 372 MVA de capacidade de transformação entre ativos em operação e construção, com doze concessões. 

## Energisa Geração
O Grupo Energisa é um dos principais grupos privados do setor elétrico do Brasil e a Energisa Geração cuida do gerenciamento de construção dos projetos de geração e do desenvolvimento de novos empreendimentos de energia renovável. O Grupo Energisa já construiu dezenas de Pequenas Centrais Hidrelétricas (PCHs), usinas de baixo impacto ambiental e alta tecnologia e uma usina Termelétrica (a UTE Juiz de Fora). 
Atualmente, sua atuação é voltada para o segmento de geração solar centralizada, com duas usinas solares.

## Energisa Comercializadora
A Energisa Comercializadora atua na área de comercialização de energia elétrica e serviços correlatos, propondo soluções integradas que visam principalmente racionalizar os gastos com energia de sua empresa.
As companhias que participam do Ambiente de Contratação Livre (ACL) podem escolher e negociar diretamente com o fornecedor de energia condições comerciais vantajosas, tendo como resultado a redução de gastos com energia elétrica para o seu negócio.
As vantagens de custos acompanham, no entanto, novas responsabilidades para estas empresas, pois ao migrar para o mercado livre o consumidor passa a ser o único responsável pelas suas projeções de consumo e contratação de energia. Para isto, precisa conhecer e interpretar as regras do setor elétrico da área de comercialização, mantendo-se sempre atualizado em relação à regulamentação.

## Energisa Soluções
A Energisa Soluções é especializada no desenvolvimento de soluções integradas para o mercado de energia elétrica, e atende clientes Geradores, Transmissores, Distribuidores e Indústrias de diversas demandas. A Energisa Soluções conta com uma equipe formada por mais de 700 funcionários, dentre eles engenheiros, técnicos, mecânicos e eletricistas.
A Energisa Soluções atua em sete linhas principais de negócio:
- Operação e Manutenção de Empreendimentos Elétricos.
- Gestão de Construção de Linhas de Transmissão e Subestações.
- Automação, Digitalização e Telecomunicações de Subestações e Usinas.
- Manutenção de Transformadores de Força.
- Manutenção Industrial.
- Operação e Manutenção de Sistemas de Iluminação Pública.
- Serviços de Inspeção Termográfica Aérea e Terrestre.

## Esporte
A Energisa acredita que o incentivo ao esporte contribui para a qualidade de vida e a formação dos cidadãos e portanto atua neste sentido apoiando projetos esportivos que promovem o bem estar, a saúde e a imagem do Brasil na cena esportiva internacional. Nas Olimpíadas de Paris, em 2024, por exemplo, a empresa patrocina as velejadoras e bicampeãs Martine Grael e Kahena Kunze.

## Educação
A Energisa acredita na educação como âncora do desenvolvimento humano. Por isso, desenvolve ações e apoia projetos voltados para a formação de cidadãos críticos e articulados. A Energisa desenvolve também projetos de educação voltados especificamente para o consumidor como campanhas de orientação que contribuem para a formação de cidadãos conscientes de seus direitos e deveres enquanto consumidores de energia elétrica, cientes dos riscos/perigos e do uso eficiente da energia elétrica, além de dicas com foco em sustentabilidade.[carece de fontes?]

## Meio ambiente
A preservação do meio ambiente sempre foi uma das grandes preocupações das empresas do Grupo Energisa, que tem um compromisso permanente de convivência harmoniosa com os recursos naturais, pensando sempre no desenvolvimento do País e no conforto dos clientes através de ações sustentáveis e responsáveis ambientalmente. Todas as subsidiárias tratam os impactos sociais e ambientais de seus serviços e instalações, através de programas e práticas que evidenciam a sua preocupação e responsabilidade para com o meio ambiente. [carece fontes]

## Aquisição do Grupo REDE
Ao final do ano de 2013, o Grupo Energisa, fez a aquisição do Grupo Rede, a aquisição já foi aprovada Pela ANEEL e pelos Credores do Grupo Rede.
O Grupo Energisa após a aquisição do Grupo Rede ficara com 13 concessões de distribuição de energia, com 6 milhões de clientes, com duas empresas de serviços e 21 projetos de geração (638MW)
Sendo concluída a aquisição das 8 distribuidores do Grupo Rede que estavam sob intervenção da ANEEL desde setembro de 2012. A transferência do controle e aprovação de um plano de recuperação das concessionarias eram condições para encerramento da intervenção pela agência reguladora. Com a aquisição, a Energisa passa a atender 6 milhões de clientes.

## Golpe do Fio Preto
Em 2010, no estado da Paraíba, um funcionário denunciou que a empresa estaria fraudando as contas dos consumidores simulando o ‘gato’ na intuito de prejudicar o cidadão. Em setembro de 2016, o Inquérito Civil nº. 1359/2013 foi arquivado, depois da Aneel negar irregularidades.  